# David Rigert
David Rigert, född 12 mars 1947 i Nagornoye, är en före detta sovjetisk tyngdlyftare.
Rigert blev olympisk guldmedaljör i 90-kilosklassen i tyngdlyftning vid sommarspelen 1976 i Montréal.